# Aymeric Jeanneau
Aymeric Jeanneau (* 10. Oktober 1978 in La Roche-sur-Yon, Département Vendée) ist ein ehemaliger französischer Basketballspieler. Jeanneau spielte seine gesamte Karriere als Profi in der französischen Ligue Nationale de Basket, wo er mit Strasbourg IG 2005 und ASVEL 2009 zwei französische Meisterschaften sowie drei Pokalwettbewerbe „Coupe de France“ gewinnen konnte. Für die französische Basketballnationalmannschaft hatte Jeanneau 56 Einsätze und war Teilnehmer bei der Endrunde der Basketball-Weltmeisterschaft 2006 und der Basketball-Europameisterschaft 2009, in denen die französische Mannschaft jeweils den fünften Platz belegte. Nachdem er mit Strasbourg IG 2013 noch einmal die Finalspiele erreicht und eine Vizemeisterschaft gewonnen hatte, beendete er seine aktive Karriere.

## Karriere
Jeanneau, der das Basketballspiel zunächst in Saint-Fulgent erlernt hatte, wechselte 1993 weiter östlich im Pays de la Loire ins Nachwuchszentrum nach Cholet, dessen Herrenmannschaft 1987 in die höchste französische Spielklasse aufgestiegen war. 1996 gewann Jeanneau mit der französischen U18-Juniorenauswahl bei den Junioren-Europameisterschaften vor eigenem Publikum die Silbermedaille nach einer Finalniederlage gegen Kroatien, die als einzige Mannschaft ungeschlagen blieb und die Franzosen bereits im Auftaktspiel geschlagen hatte. Frankreich gewann alle restlichen Spiele, unter anderem auch gegen die deutsche Juniorenauswahl mit Dirk Nowitzki, die am Ende den achten Platz belegte. 
Anschließend wurde Jeanneau 1996 auch in den Kader der Herrenmannschaft von Cholet Basket aufgenommen, die in der Saison 1997/98 mit dem dritten Platz in der höchsten Spielklasse Pro A ihre bis dahin beste Abschlussplatzierung erreichte. Im europäischen Vereinswettbewerb Korać-Cup 1997/98, in dem man in der Runde der besten 32 Mannschaften den deutschen Vertreter HERZOGtel Trier zweimal besiegt hatte, erreichte man ebenfalls das Halbfinale, in dem eine hohe 49:81-Auswärtsniederlage im Rückspiel gegen KK Roter Stern Belgrad nicht mehr wettmachen konnte. Den Titel im französischen Pokalwettbewerb, den der Verein 1998 als ersten nationalen Titel gewonnen hatte, konnte man im folgenden Jahr verteidigen. Ebenso erreichte man erneut den dritten Platz nach der regulären Saison, schied aber in der ersten Play-off-Runde um den Meisterschaftstitel gegen den regionalen Rivalen Le Mans Sarthe Basket aus. Nach einem vierten Platz in der Abschlusstabelle der Saison 1999/2000 wurde man nach einem neunten Platz 2001 in der Saison 2001/02 erneut Dritter. In der folgenden Saison wurde Jeanneau in der Qualifikation für die Endrunde der EM 2003 erstmals auch in der französischen Herren-Nationalmannschaft eingesetzt. Im Finalturnier der EM 2003 war Jeanneau jedoch nicht mehr im Kader der Nationalmannschaft, als diese beim vierten Platz in Schweden nur knapp eine Medaille verfehlte.
Zur Spielzeit 2003/04 verließ Jeanneau Cholet Basket und wechselte zu Saint Thomas Basket nach Le Havre an die nördliche Atlantikküste Frankreichs. Nach dem Wiederaufstieg in die höchste nationale Spielklasse hatte dieser Verein in der Vorsaison auf dem achten Platz erstmals wieder die Play-offs um die Meisterschaft erreicht. In der Abschlusstabelle 2003/04 konnte man sich auf einen sechsten Platz verbessern, schied aber erneut in der ersten Play-off-Runde aus. Anschließend wechselte Jeanneau gemeinsam mit seinem Mannschaftskameraden Jeff Greer ins Elsass zu Illkirch-Graffenstaden Basket aus Straßburg. Die Mannschaft dieses Vereins hatte nach der Saison 2002/03 die Klasse nur durch Aufstockung der Liga gehalten. Nachdem die Mannschaft 2004 in der ersten Play-off-Runde gegen Titelverteidiger EB Pau-Orthez  ausgeschieden war, hatten sich die Kräfteverhältnisse in der Saison 2004/05 umgedreht. In der ersten Play-off-Runde konnte man als Tabellendritter den Sechsten aus Pau ausschalten und nach dem Sieg im Meisterschaftsfinale über SLUC Nancy komplett entthronen. Jeffs Bruder Ricardo Greer wurde zum „Most Valuable Player“ (MVP) des Finalspiels ernannt. In der folgenden Spielzeit spielte die Mannschaft im höchsten europäischen Vereinswettbewerb EuroLeague 2005/06, wo man in der Vorrunde jedoch nur drei von 14 Vorrundenspielen gewinnen konnte und frühzeitig ausschied. In der französischen Meisterschaft verlor man diesmal im Halbfinale gegen SLUC Nancy, die wiederum Vizemeister wurden. Jeanneau nahm anschließend mit der französischen Nationalmannschaft an der WM 2006 in Japan teil. Nach einer Viertelfinalniederlage gegen den späteren Vizeweltmeister Griechenland konnte man in der Platzierungsrunde, in der Jeanneau nicht mehr eingesetzt wurde, die deutsche Nationalmannschaft knapp mit zwei Punkten besiegen und am Ende den fünften Platz belegen.
Nach der Spielzeit 2005/06 verließen die Greer-Brüder und auch Jeanneau den elsässischen Verein und letzterer wechselte zum französischen Rekordmeister ASVEL nach Villeurbanne. In der französischen Meisterschaft 2006/07 besiegte Jeanneau mit ASVEL seinen ehemaligen Verein aus Straßburg in der ersten Play-off-Runde, schied aber, dann aus Jeanneaus Sicht erneut, im Halbfinale gegen Vizemeister SLUC Nancy aus. In der Saison 2007/08 gewann man den Pokalwettbewerb und schied im Halbfinale erneut gegen den mit den Greer-Brüdern verstärkten Verein aus Nancy aus, der in der Finalserie seinen ersten Meisterschaftstitel gewann. In der folgenden Saison 2008/09 war man dann als Hauptrundenerster in den Play-offs nicht mehr zu stoppen, als man im Halbfinale endlich Titelverteidiger SLUC Nancy bezwingen konnte und im Finale die 17. Meisterschaft und erste seit 2002 für den Verein holen konnte. Anschließend wurde Jeanneau von seinem Vereinstrainer Vincent Collet gemeinsam mit seinem Mannschaftskameraden Ali Traoré für den Endrundenkader der Nationalmannschaft der EM 2009 berufen. Jeanneau erhielt beim Finalturnier in Polen jedoch als Ergänzungsspieler jedoch nur wenig Spielzeit mit knapp acht Minuten Einsatzzeit pro Spiel, als Frankreich ohne Niederlage ins Viertelfinale einzog. Hier erlitt man jedoch gegen den schwach ins Turnier gestarteten Weltmeister Spanien seine einzige Turnierniederlage, die allerdings mit 20 Punkten Unterschied recht hoch ausfiel. Nach zwei Siegen in der Platzierungsrunde hatte man die beste Bilanz aller teilgenommenen Mannschaften, musste aber mit dem fünften Platz vorliebnehmen. In der Saison 2009/10 scheiterte ASVEL in der EuroLeague 2009/10 nach drei Vorrundensiegen im direkten Vergleich mit drei anderen Mannschaften nur knapp am Einzug in die Zwischenrunde der 16 besten Mannschaften. In der nationalen Meisterschaft gewann man den Ligapokal „Semaine de As“, verfehlte aber als Tabellenneunter die Play-offs und die Titelverteidigung.
Für die Saison 2010/11 kehrte Jeanneau zu Strasbourg IG ins Elsass zurück, die als Drittletzter der Vorsaison nur knapp die Klasse gehalten hatten und ebenfalls Ricardo Greer aus der Meistermannschaft 2005 in den Kader zurückholten. In einem ausgeglichenen Teilnehmerfeld holte Strasbourg IG wie vier andere Mannschaften nur zwölf Saisonsiege in 30 Spielen und konnte sich damit auf dem elften Platz in der Abschlusstabelle platzieren. Anschließend wurde Nationaltrainer Collet Vereinstrainer in Straßburg, die sich jedoch in der Saison 2011/12 nur geringfügig auf den zehnten Platz verbessern konnten. Für die Saison 2012/13 holte man aus der deutschen Basketball-Bundesliga neben Ricardos Bruder Jeff, einem weiteren Mitglied der Meistermannschaft 2005, auch Louis Campbell auf die andere Rheinseite. Nach einem zweiten Platz in der regulären Saison blieb man in den Play-offs zunächst ungeschlagen und zog in die Finalserie um die Meisterschaft ein, die erstmals wieder im „Best-of-Five“-Modus ausgespielt wurde statt in einem einzelnen Finalspiel. Nach einem überzeugenden Auftaktsieg in der Finalserie mit 34 Punkten Unterschied verlor man jedoch gegen den zuvor in den Play-offs ebenfalls ungeschlagenen Überraschungsfinalisten JSF Nanterre, der die Play-offs als Achter nur wegen des besseren direkten Vergleichs erstmals nach dem Vorjahresaufstieg erreicht hatte, die folgenden drei Spiele und musste sich mit der Vizemeisterschaft begnügen. Jeanneau hatte bereits vor den Finalspielen sein Karriereende zum Ende der Spielzeit angekündigt. Nach seinem Karriereende will sich Jeanneau beim Verein in Straßburg in der Vereinsorganisation engagieren.